# 史蹟名勝天然紀念物
『史蹟名勝天然紀念物』（しせきめいしょうてんねんきねんぶつ）とは、1911年（明治44年）に発足した史蹟名勝天然紀念物保存協会の会報。

## 概要
1914年（大正3年）9月創刊。1923年（大正12年）に第79号を出版して以後、一時休刊となった。1926年（大正15年）1月に復刊され、1944年（昭和19年）8月まで月刊誌として刊行された。
注目すべき研究としては三輪善之助の「板碑之話」（1926年）や稲村坦元の「板碑名称論」（1931年）などの板碑関連の研究、脇水鉄五郎の三重県鬼ヶ城の地質研究（1930年）などがある。
不二出版から復刻版が上梓されている。